# Лисава (Свердловская область)
Лисава — деревня в Свердловской области, входящая в Артёмовский муниципальный округ. Управляется Мостовской сельской администрацией.

## География
Деревня располагается в 4-х километрах севернее города Артёмовский вблизи одноимённой станции железной дороги Нижний Тагил — Каменск-Уральский.

### Часовой пояс
Лисава, как и вся Свердловская область, находится в часовой зоне МСК+2. Смещение применяемого времени относительно UTC составляет +5:00.

## История
Населённый пункт основан в начале XX века.

## Население
| 2002 | 2010 | 2021 |
| ---- | ---- | ---- |
| 120  | ↘104 | ↘100 |

## Инфраструктура
В деревне расположены две улицы: Ленина и Лесная.